# マリー・アドルフ・カルノー

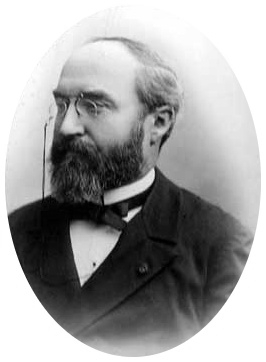
マリー・アドルフ・カルノー

マリー・アドルフ・カルノー（Marie Adolphe Carnot, 1839年1月27日 – 1920年6月20日）は、フランスの鉱物学者、化学者で政治家。有名なカルノー一族の出身。政治家ラザール・イポリット・カルノーの息子であり、やはり政治家のマリー・フランソワ・サディ・カルノー（大統領を務めた）の弟にあたる。

## 来歴
パリに生まれ、1860年にエコール・ポリテクニックを卒業後、国立高等鉱山学院（Ecole Nationale des Mines）に入り、1868年からリモージュ近郊の鉱山で技師として働いた。鉱山監察官を経て、1901年に高等鉱山学院長となり1907年まで勤めた。
行政職と教育のほかに、鉱物の分析化学に関する教程（Traité d'analyse des substances minérales、1898年刊）を著した。また、彼の名を冠したカルノー石（ウラン鉱石の1種、1899年発見）で有名である。また科学アカデミーなどの要職を歴任し、政治家としても活動して、レジオンドヌール勲章を授与された。